# Hartmut Stegemann
Hartmut Stegemann (18 décembre 1933, Gummersbach - 22 août 2005, Marburg/Lahn) est un théologien allemand qui s'intéresse au Nouveau Testament et se spécialise dans la recherche sur les Manuscrits de la mer Morte. Il est responsable du développement de méthodes standard pour la reconstruction des parchemins.

## Biographie
Stegemann commence à travailler sur les rouleaux en 1957 au Centre de recherche de Qumran à Heidelberg. (Il devient plus tard directeur du Centre). En 1963, il obtient un doctorat en Études sémitiques et études religieuses de l'Université de Heidelberg et termine sa reconstruction du rouleau des hymnes. Stegemann obtient son doctorat en théologie à Bonn en 1971. De 1971 à 1979, il occupe le poste de professeur à la Philipps-Universität de Marbourg, après quoi il succède à Hans Conzelmann à l'Université de Göttingen, où il enseigne jusqu'à la fin de l'été 2005, date à laquelle il prend sa retraite. Le jour de son 65e anniversaire, il reçoit un festschrift : Antikes Judentum und Frühes Christentum.
À la mort de Stegemann, il travaillait sur une nouvelle publication des hymnes, basée sur sa reconstruction de 1963 avec un nouveau commentaire et des notes. Eileen Schuller termine le travail qui devient Discoveries in the Judaean Desert Vol. 40.

## Publications
- La Bibliothèque de Qumran: Sur les Esséniens, Qumran, Jean-Baptiste et Jésus (Grand Rapids: Eerdmans, 1998) (ISBN 0-8028-6167-9)
- Grotte de Qumrân 1. III : 1QHodayota : avec incorporation de 4QHodayota-f et 1QHodayotb , Découvertes dans le désert de Judée, vol. XL, éditrice avec Eileen Schuller et Carol Newsom (Oxford : OUP, 2008) (ISBN 0-19-955005-0)
- "Comment connecter des fragments de manuscrits de la mer Morte" dans Comprendre les manuscrits de la mer Morte, Shanks, Hershel, éditeur (New York: Vintage Books, 1992) 245–255.

- Rekonstruktion der Hodajot . Ursprüngliche Gestalt und kritisch bearbeiteter Text der Hymnenrolle aus Höhle I von Qumran, Diss. phil. Heidelberg 1963.
- Die Entstehung der Qumrangemeinde, Diss. théol. Bonn 1965 (Neudruck 1971)
- Kyrios ou Theos et Kyrios Jesus . Aufkommen und Ausbreitung des religiösen Gebrauchs von Kyrios und seine Verwendung im NT, Habilitationsschrift Bonn 1969
- Die Essener, Qumrân, Johannes der Täufer et Jésus . Ein Sachbuch, Fribourg (u. un. ) (berger) 9. Auflage 1999. (auch angl., span., ital. )

- Der lehrende Jésus . Der sog. biblische Christus und die geschichtliche Botschaft Jesu von der Gottesherrschaft, dans : NZSTh 24 (1982), S. 3–20.
- Comment relier les manuscrits de la mer Morte, dans : H. Shanks (Hrsg. ): Comprendre les manuscrits de la mer Morte, New York 1992, S. 245–255; 309f.